# Minots de Marseille
Dernière mise à jour : 07/09/2024.
Minots de Marseille, fondé en 2020 et basé à Marseille, est un club sportif français de football, réputé pour sa section beach soccer.

## Histoire
En 2020, trois clubs en entente depuis deux saisons décident de fusionner : l'Amicale Saint-Just (créé en 1934), l'USC Minots du Panier (2002) et l'Athlétic Club La Rose (2015). L'entité créée se nomme Minots de Marseille.
L'année de la création du club, l'international français Samir Belamri crée la section beach soccer et en devient gardien, capitaine et dirigeant avec Anthony Mendy.
En juin 2023, les Minots sont vainqueurs de l'Euro Winners Challenge en juin,, les qualifiant pour l'Euro Winners Cup. En demi-finale, les Minots remontent un score de 4 à 1 et finir par s'imposer 9-6. En juillet de la même année, les Minots sont l'une des deux seules équipes à se qualifier pour la première fois en finale à huit du National Beach Soccer. En demi-finale de qualification, les Marseillais impressionnent en inscrivant 23 buts face à Folgensbourg Muespach (10-5) et Le Rheu (13-1). En phase de groupe, après avoir battu Marseille Beach Team (6-2), les Minots de Marseille sont défaits par l'AS Étaples (2-4). Leur succès sur Saint-Médard-en-Jalles (5-4) leur permet de se qualifier in extremis pour les demi-finales. En phase finale, les Minots de Marseille rattrapent un retard de cinq buts face à Mouilleron (11-7). En finale, les Marseillais comptent jusqu’à trois buts d’avance face à La Grande-Motte, quintuple champion de France et recordman de victoires, avant d’être rejoints. Les Minots de Marseille remportent leur premier titre de champion de France après prolongation (8-7),.
En juillet 2024, trois semaines après avoir glané le titre de champion régional, les Minots conservent leur titre de champion de France.

## Structure du club
Les Minos de Marseille engagent des équipes de football pour les jeunes, futsal ainsi que de beach soccer. Les équipes évoluent en bleu et rose, malgré les couleurs rouge et noir communiquées officiellement.
Le club est affilié sous le numéro 549957 à la Fédération française de football et ses antennes locales que sont la Ligue de la Méditerranée de football et le District départemental de Provence.

## Palmarès
Les Minots remportent leur premier National Beach Soccer en juillet 2023. En 2024, le club conserve son titre de champion de France.
- National Beach Soccer (2)
  - Champion : 2023 et 2024

| Année | Régional     | National           | Continental (Euro Winners Cup)                      | Mondial                        |
| ----- | ------------ | ------------------ | --------------------------------------------------- | ------------------------------ |
| 2021  | ?            | pas de compétition | phase de groupe                                     | -                              |
| 2022  | troisième /3 | -                  | tour préliminaire (EW Challenge)                    | -                              |
| 2023  | ?            | champion           | EW Challenge : vainqueur EW Cup : 8e de finale (8e) | -                              |
| 2024  | champion     | champion (2)       | 1er tour (28e)                                      | Coupe du monde des clubs : ... |
| 2025  | ...          |                    | ...                                                 |                                |

## Personnalités
À la création de la section beach soccer, l'équipe est composée par son fondateur Samir Belamri avec des joueurs marseillais ayant connu le haut niveau avec l'équipe de France.
Lors du sacre au National Beach Soccer 2023, les Minots de Marseille sont entraînés par Jairzinho Cardoso et Mehdi Sahraoui,,.
Lors du NBS 2023, l’international sénégalais Lansana Diassy termine meilleur buteur des demi-finales de qualification puis de la phase finale avec 21 réalisations. Le gardien de but international français Samir Belamri est élu meilleur gardien de but de la compétition et Jérémy Basquaise meilleur joueur. L'équipe comporte aussi Anthony Mendy (39 ans), Didier Samoun (42 ans) et Sébastien Sansoni (45 ans), sacrés champions du monde en 2005 avec l’équipe de France.